# 김일철 (1930년)
김일철(金鎰喆, 1930년 ~ 2023년 9월 15일)은 조선민주주의인민공화국의 군인 겸 정치인이다. 전 국방위원회 위원 및 인민무력성장이다.

## 경력
평양 출신으로 만경대혁명학원을 졸업했고, 소련 해군대학교를 유학했다. 1982년부터 중장, 상장, 해군 사령관, 대장, 차수로 계속 지위가 올라갔다. 본래는 해군 출신이지만 조선인민군의 군사 칭호상, 차수 이상부터는 전원 육군으로만 구성되기 때문에 차수로 진급하면서 육군으로 변경되었다.
1998년 인민무력성장으로 임명되었다. 2000년 9월, 인민무력부장으로 제1차 남북 국방장관회담 북측 대표로 서울을 방문하여 남북한 군사적 신뢰구축을 위한 7개항에 합의하였다.
푸에블로 호 사건과 관련이 있는 것으로 여겨진다. 2010년, 나이가 많은 관계로 모든 직무에서 해임되었다. 숙청이 아닌 은퇴이다.